# Galerie du Caire
Ne doit pas être confondu avec Passage du Caire.
La galerie du Caire est une voie située dans le quartier Bonne-Nouvelle du 2e arrondissement de Paris.

## Situation et accès
La galerie du Caire est desservie à proximité la ligne 3 à la station Sentier.

## Origine du nom
Elle doit son nom à sa proximité avec la rue du Caire qui doit son nom en mémoire de l'entrée victorieuse des troupes françaises au Caire, le 23 juillet 1798.

## Historique
La galerie couverte est créée dans le prolongement du passage du Caire, lors de la démolition du couvent des Filles-Dieu au début du XIXe siècle.

## Bâtiments remarquables et lieux de mémoire
- Le dallage de la galerie, comme celui de celles qui lui sont attenantes, provient de celui du couvent des Filles-Dieu, rue Saint-Denis.

## Pour approfondir